# Megachile anograe
Megachile anograe är en biart som beskrevs av Cockerell 1908. Megachile anograe ingår i släktet tapetserarbin, och familjen buksamlarbin. Inga underarter finns listade i Catalogue of Life.